# Gare de Bodung
La gare de Bodung est une gare ferroviaire norvégienne de la Kongsvingerbanen située dans la commune de Nes.

## Situation ferroviaire
La gare, établie à 126,6 mètres d'altitude, est située à 53,38 km d'Oslo.

## Histoire
La gare de Bodung fut mise en service en 1913 comme simple arrêt. En raison d'une réforme des transports ferroviaires en décembre 2012, la halte ferroviaire n'est plus désormais desservie qu'aux heures de pointe.

## Service des voyageurs

### Accueil
La halte est équipée d'une aubette.

### Desserte
La halte est desservie par des trains locaux en direction de Kongsvinger et d'Asker. 

### Intermodalités
Un parking pour les véhicules (15 places) y est aménagé. À proximité de la halte se trouve un arrêt de bus.